# Tania Ortíz
Tania Ortíz Calvo (30 de outubro de 1965) é uma ex-jogadora de voleibol de Cuba que competiu nos Jogos Olímpicos de 1992.
Em 1992, ela fez parte da equipe cubana que conquistou a medalha de ouro no torneio olímpico, no qual atuou em cinco partidas.